# Chiesa di San Leonardo (Tusa)
La chiesa di San Leonardo è una chiesa di Tusa.
La chiesa, accorpata al convento dei frati cappuccini, si trova fuori dall'abitato, a nord di questo.

## Storia e descrizione
La costruzione, risalente al 1572, fu realizzata su petizione dell'Università di Tusa ad opera di padre Giammaria Pellegrino da Tusa, generale dell'ordine, e il convento fu istituito con dotazione del marchese di Geraci. I cappuccini furono ospitati tra il 1563 e il 1572 dal convento di San Michele Arcangelo abbandonato dai religiosi dell'Ordine dei frati minori conventuali. Un altro convento cappuccino era presente a Castel di Tusa, con un ospizio nel baglio del castello.
La chiesa era a navata unica con volta a botte lunettata, internamente stuccata e affrescata. Sull'altare maggiore si trova il quadro con Santa Maria degli Angeli e santi del 1580 di Durante Alberti. Sotto il quadro è presente un tabernacolo di legno scolpito nel XVII secolo. Accanto all'ingresso, vi è un grande quadro, dipinto da Pedro Rogerio nel 1577, con la Madonna del Carmine e santi: alla base è presente una veduta del paese nel XVI secolo. Vi si trova ancora il quadro con l'Immacolata, dipinto da Jacobo Battaglia nel 1691.

## Convento
Il convento è stato costruito su due livelli e conservava alcuni libri spostati nel 1966 nella biblioteca dei cappuccini di Messina.
La chiesa ed il convento furono chiusi nel 1866 e riacquistati ancora dai religiosi dell'Ordine dei frati minori cappuccini nel 1899 e il convento fu riaperto nel 1902 e nuovamente chiuso nel 1978: successivamente restaurato nel 1983, vi si sono stabilite le sorelle minori di San Francesco.